# Gładzica
Gładzica (Pleuronectes platessa) – gatunek morskiej ryby flądrokształtnej z rodziny flądrowatych (Pleuronectidae). 

## Występowanie
Europejskie wybrzeża Oceanu Atlantyckiego, Morze Śródziemne, Bałtyckie i Białe, na głębokościach do 200 m. W Bałtyku występuje jej podgatunek P. p. baltica Nilsson, 1855 – gładzica bałtycka. Przebywa w wodzie od  2°C do 15°C.

## Charakterystyka
Skóra gładka, pokryta drobnymi łuskami. Za oczami kostne zgrubienie (grzebień zaoczny). Zęby przystosowane do rozgniatania muszli mięczaków. Prawa (górna) strona ciała brązowa lub oliwkowobrązowa z nierównomiernie rozłożonymi jaskrawoczerwonymi lub pomarańczowymi cętkami. Lewa (spodnia) strona – biała.
Osiąga przeciętnie 50–60 cm, maksymalnie do 1 m długości i 7 kg masy ciała. Żyje przy dnie morskim, aktywna po zmierzchu, w dzień zagrzebana w piaszczystym podłożu. Żywi się głównie mięczakami i wieloszczetami.

## Znaczenie gospodarcze
Ceniona w rybołówstwie i wędkarstwie z powodu smacznego mięsa. Spotykana w akwariach publicznych.